# 허난 요리
허난 요리(Henan料理, 중국어: 河南菜, 병음: Hénán cài 허난차이[*]) 또는 예요리(豫料理, 중국어: 豫菜, 병음: yùcài 위차이[*])는 중국 음식 문화의 하나로 허난의 요리(河南菜)를 말한다. 허난의 위치가 중앙 평지에 있기 때문에, 그 음식 문화의 특색도 “중”(中)과 "화"(和)의 사상을 재현하고 있다.
사계절에 따라 식재를 다르게 선택하는 데서 장쑤 요리의 특징을 가지며, 다양한 조리법을 선택한다는 데서 베이징 요리의 특징을 가진다. 결과적으로 허난의 요리는 계절성이 강하고, 베이징 요리나 장수 요리에 비해 가볍다.
중심 지역은 정저우와 카이펑이며, 전반적인 특성은 다음과 같다.

## 특징
- 양파를 많이 사용한다.
- 돼지 고기가 가장 흔한 식재이지만, 탕에는 양고기가 주로 사용된다.
- 쌀이 주식이긴 하지만, 동물 기름에 튀기거나 볶아서 제공된다는 데서 특징적이다. 이러한 관습은 건강 문제로 인해 점점 줄어들고 있다.
- 면은 북쪽 요리와 비슷하게 만들어지지만, 동남아나 중국 남부에서처럼 쌀국수를 사용한다는 데서 특색이 있다.

## 주요 요리
- 정저우 양고기탕면(郑州羊肉烩面)
- 가오루샤오빙(高炉烧饼)
- 양고기찐빵(羊肉装馍)
- 후라탕(胡辣汤)
- 양육탕(羊肉汤)
- 우육탕(牛肉汤)
- 博望锅盔
- 羊双肠
- 炒凉粉
- 유솬(油旋)